# Punjabi
Punjabi eller panjabi (gurmukhi: ਪੰਜਾਬੀ pañjābī; shahmukhi: پنجابی, devanagari: पंजाबी, paṉjābī) är ett indoariskt språk som talas mest i den indiska delstaten Punjab och den pakistanska provinsen Punjab. Punjabi räknas som ett stabilt språk och dess närmaste släktspråk är sindhi och sansi. Oftast delas punjabi till två varianter: västpunjabi och östpunjabi. Den västliga varianten var år 2020 modersmål för 93 miljoner människor och därmed det 17:e mest talade språket i världen. Ytterligare 33 miljoner hade östlig punjabi som modersmål.

## Status och utbredning
Punjabi talades 2005 av ca 26 miljoner människor i Indien och över 60 miljoner i Pakistan.  En stor del av Pakistans befolkning (48 - 65 procent) har punjabi eller närbesläktade dialekter som modersmål, men landets gemensamma officiella språk är minoritetsspråket urdu. I Indien är punjabi enligt konstitutionen ett av landets 22 officiella språk.
Språkets namn syftar på området Punjab som idag är delat mellan Pakistan och Indien och som fått sitt namn efter de fem bifloder till Indus som rinner genom området (persiska: panj āb “fem vatten”).
Punjabi skrivs med flera olika alfabet. I Pakistan används oftast shahmukhi, som skrivs från höger till vänster och är en variant av det persisk-arabiska alfabetet och liknar den skrift som används för urdu. I Indien används oftast gurmukhi, som srivs från vänster till höger och liknar devanagari som används för hindi.
Många av de moderna orden i punjabi är lånord från engelska, urdu och hindi.

Punjabi är sikhernas liturgiska språk och det språk som används i musikstilen bhangra.

Corona-information på punjabi från Indien.

Idag, efter stor utvandring från Punjab under perioden 1955-65 har det blivit ett stort språk i Storbritannien, Kanada, Australien, Gulfstaterna, Norge och storstäder som New York och Chicago. Det talas också i flera länder i Mellan- och Sydamerika.[källa behövs]

## Fonologi

### Vokaler
|             | Främre | Central | Bakre |
| ----------- | ------ | ------- | ----- |
| Sluten      | i ~ ɪ  |         | ʊ ~ u |
| Halvsluten  | e      |         | o     |
| Mellanvokal |        | ə       |       |
| Halvöppen   | ɛ      |         | ɔ     |
| Öppen       |        | a       |       |

Källa:

### Konsonanter
|             |             | Labiala | Dentala  | Retroflexa | Palatala | Velara | Glottala |
| ----------- | ----------- | ------- | -------- | ---------- | -------- | ------ | -------- |
| Klusil      | Norm.       | p \| b  | t \| d   | ʈ \| ɖ     |          | k \| g |          |
| Klusil      | Asp.        | pʰ      | tʰ       | ʈʰ         |          | kʰ     |          |
| Affrikat    | Norm.       |         |          |            | ʧ \| ʤ   |        |          |
| Affrikat    | Asp.        |         |          |            | ʧʰ       |        |          |
| Frikativ    | Frikativ    | (f)     | s \| (z) |            | (ʃ)      | (x)    | ɦ        |
| Nasal       | Nasal       | m       | n        | ɳ          | ɲ        | ŋ      |          |
| Likvid      | Likvid      |         | l ~ r    | ɭ ~ ɽ      |          |        |          |
| Approximant | Approximant | ʋ       |          |            | j        |        |          |

Källa: